# 马讷维尔拉拉乌勒
马讷维尔拉拉乌勒（法語：Manneville-la-Raoult，法語發音：[manvil la ʁaul]）是法国厄尔省的一个市镇，位于该省西北部，与卡尔瓦多斯省接壤，属于贝尔奈区和翁弗勒尔-伯兹维尔地区市镇公共社区。该市镇总面积7.37平方公里，海拔在17至128米之间，2022年1月1日年时的人口为482人。

## 地理
马讷维尔拉拉乌勒位于法国北部偏西，厄尔省西北部，距离省会埃夫勒大约81公里。莫雷勒河自南向北流经马讷维尔拉拉乌勒西部，隔河与卡尔瓦多斯省相望。属于温带海洋性气候。
与马讷维尔拉拉乌勒接壤的市镇包括：阿布隆、凯特维尔、伯兹维尔、菲克夫勒尔-埃坎维尔。

## 行政区划
马讷维尔拉拉乌勒境内包括6个村落（Hameau）：勒皮格雷蒙（Le Puits Grémond）、格拉维尔（Grasville）、莱沙特莱（Les Câtelets）、拉罗什（La Roche）、拉珀蒂特康帕涅（La Petite Campagne）、拉克鲁瓦戈尼耶（La Croix Gonier）。
马讷维尔拉拉乌勒的邮政编码为27210，市镇编码为27384。

## 交通
厄尔省省道D22线和D104线经过马讷维尔拉拉乌勒境内。

## 人口
马讷维尔拉拉乌勒人口变化图示